# Josh Kelley
Joshua "Josh" Bishop Kelley (30 de enero de 1980 en Augusta, Georgia) es un cantante y compositor estadounidense de música country.

## Trayectoria
Comenzó su carrera musical a la edad de 11 años, cuando su madre le regaló su primera guitarra. Más tarde, durante su adolescencia, formó un grupo llamado "Inside Blue" con su hermano pequeño, Charles. A los 14 años el grupo lanzó un CD con 5 canciones llamando la atención de una discográfica que les dio la oportunidad de conocer a James Brown.

### Matrimonio
El 23 de diciembre de 2007 contrajo matrimonio con la actriz Katherine Heigl. 
En septiembre de 2009 (casi dos años después de su boda), la pareja adoptó a una niña de origen coreano, a la que pusieron el nombre de Nancy Leigh , aunque la llaman Naleigh. En mayo de 2012 la pareja decidió adoptar de nuevo, esta vez en EE.UU., una niña de nombre Adelaide Marie Hope. En junio del 2016 la pareja anunció que esperaba su tercer hijo, el pequeño Joshua Bishop Kelley Jr nació el 20 de diciembre de 2016.
Josh le dedicó una canción a Naleigh, llamada Naleigh Moon!.